# Fontaine du Maure
La fontaine du Maure se situe au sud sur la place Navone de Rome.

## Description
Un maure est représenté au centre, entouré de tritons soufflant dans des doubles conques (grand coquillage comestible) et de sculptures crachant de l'eau dans le bassin extérieur depuis le bassin intérieur. C'est une fontaine à double bassin.

## Histoire
La fontaine a été conçue à l'origine  en 1575 par Giacomo della Porta avec le dauphin et quatre tritons. En 1653 a été ajoutée la statue du Maure réalisée par Giovanni Antonio Mari d'après un dessin de Gian Lorenzo Bernini. En 1874, lors d'une restauration de la fontaine, les statues originales ont été déplacées à la Galleria Borghese et remplacées par des copies.
En septembre 2011, la fontaine a été endommagée par un vandale qui l'a attaquée avec un marteau. Cette nuit-là, le vandale a également endommagé la fontaine de Trevi.